# Wayang

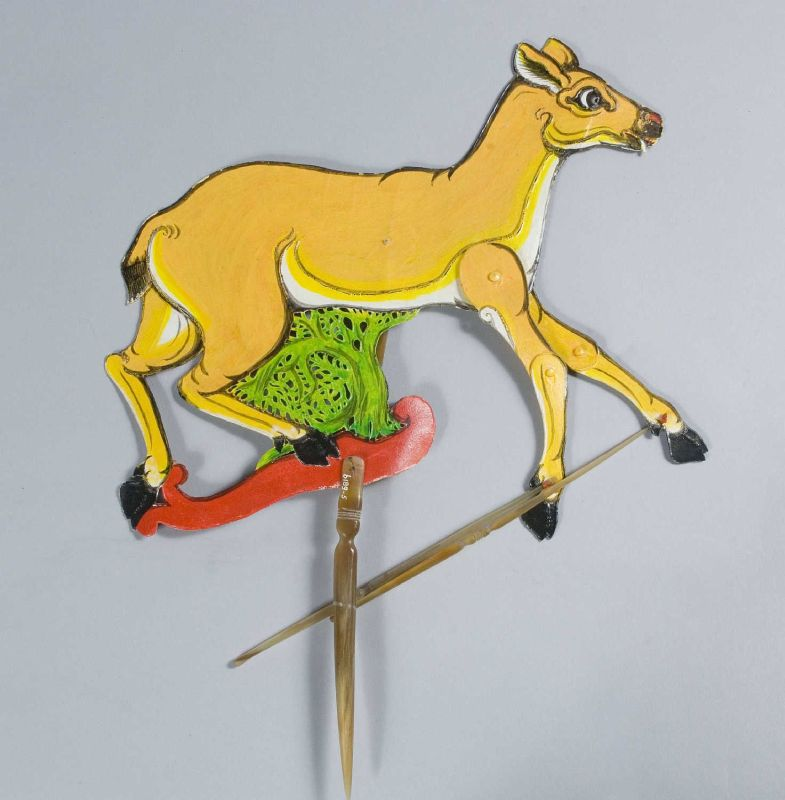
Sang Kanchil, jedna z loutek divadla Wayang

Wayang je jávské označení pro stínové loutkové představení nebo představení lidských tanečníků. Pokud je termín používán k označení loutkového divadla, obvykle je i loutka pojmenována Wayang. Termín pochází z jávského wayang či indonéského bayang, což znamená „stín”. Loutkové představení je doprovázeno orchestrem gamelan. Od 7. listopadu 2003 je stínové loutkové divadlo Wayang národním kulturním dědictvím UNESCO. To za zařazení žádá Indonésii, aby toto kulturní dědictví zachovala.